# Othmar Schmiderer
Othmar Schmiderer (* 1954 in Lofer) ist ein österreichischer Regisseur und Kameramann.

## Filmographie
- 1988: Josef Hauser Klang und Raum
- 1992: Mobile Stabile
- 1993: Collision
- 1995: Klangsäule
- 1997: Am Stein
- 1998: An Echo from Europe Vienna Art Orchestra on tour
- 2000: Eikon 3
- 2002: Im toten Winkel – Hitlers Sekretärin
- 2004: Gerald Schmid
- 2005: Jessye Norman – Ich leb alleine in meinem Himmel, meinem Lied
- 2006: André Heller – Außer Konkurrenz
- 2007: Voodoo spirits
- 2008: Back to Africa
- 2009: Wiederholte Male - Christoph Feichtinger
- 2011: Stoff der Heimat
- 2013: Im Augenblick – Die Historie und das Offene (Essayfilm für, mit Bodo Hell) in Co-Regie mit Angela Summereder
- 2015  Aus dem Nichts Regie: Angela Summereder Produzent: Othmar Schmiderer
- 2019: Die Tage wie das Jahr[1]
- 2020 - 2024 Wir: Erde (Arbeitstitel)
- 2025: Elements of(f) Balance

## Auszeichnungen
- 1994: COLLISION International Film & TV Festival New York 3. Preis Non Broadcast Performing Arts
- 1997: AM STEIN Prix Jeune Public Visions du Reel Cinema Documentaire Nyon
- 2002: IM TOTEN WINKEL 52.Int.Filmfestspiele Berlin Panorama Publikumspreis
- 2002: 38th Chicago International Film Festival Golden Plaque Feature Length Documentary
- 2005: Niederösterreichischer Kulturpreis: Anerkennungspreis[2]
- 2024: Niederösterreichischer Kulturpreis: Würdigungspreis für Film[3]